# María Josefa Yzuel Giménez
María Josefa Yzuel (Jaca, Huesca; 1940) es una física española y catedrática emérita de la Universidad Autónoma de Barcelona. Su trabajo científico se ha centrado en imagen médica, teoría de difracción, fotolitografía, diseño de filtros, entre otros. María Yzuel no sólo ha contribuido a la óptica teórica y experimental, sino que también se ha dedicado a promover la inclusión en la física. Ha participado de manera activa en la Asociación de Mujeres Investigadoras y Tecnólogas (AMIT) y en el programa SPIE Women in Optics.

## Educación
Empezó su carrera científica en la Universidad de Zaragoza donde se licenció en Ciencias Físicas el año 1962 y se doctoró en 1966. Realizó una estancia postdoctoral en la Universidad de Reading, Reino Unido.

## Actividad académica
Obtuvo el título de Profesora Agregada de Universidad en el área de física en el año 1966, convirtiéndose en la primera mujer en España con esa titulación. En 1982 consiguió ser Catedrática de Universidad.
Al inicio de su actividad académica fue docente en las universidades de Granada y Zaragoza. Desde 1983 forma parte del personal académico de la Universidad Autónoma de Barcelona (UAB), donde actualmente trabaja como profesora emérita. En la UAB, ha llevado a cabo tareas docentes, de investigación, y ha participando en diferentes órganos de gobierno. Su investigación se ha centrado siempre en el campo de la Óptica, contribuyendo con publicaciones científicas y tesis doctorales. Los últimos veinte años ha estado trabajando en  filtros de transmisión solar no uniforme para la mejora de la calidad de los sistemas ópticos y gafas formadores de imágenes, en la introducción de la información de color en el proceso de reconocimiento óptico de formas y en el uso y caracterización de pantallas de cristal líquido para la generación de elementos ópticos difractivos. Fundó el Laboratori de Processat d’Imatges en la UAB y lideró el proyecto europeo A new 3D measurement technique for fast inspection of large, slightly unflat surfaces en el programa Competitive and Sustainable Growth (2002-2005).
María Yzuel fue la primera mujer en ser nombrada presidenta de la Sociedad Española de Óptica; cargo que ocupó de 1993 a 1996. Asimismo, Yzuel fue vicepresidenta de la Junta de Gobierno de la Real Sociedad Española de Física entre 1999 y 2007. Además, fue nombrada Doctora Honoris Causa por la Universidad Miguel Hernández en el año 2012 y Presidenta del Comité español para la celebración del Año Internacional de la Luz 2015. También es Académica Numeraria de la Real Academia de Ciencias y Artes de Barcelona, de la Academia de Ciencias de Granada y de la Real Academia de Ciencias Exactas, Físicas, Químicas y Naturales de Zaragoza.
A nivel internacional destaca por haber sido miembro de la junta directiva de diversas asociaciones científicas como la Optical Society of America; Miembro del Advisory Committee Triestre System Optical Sciences and Applications desde 200, la International Society for Optics and Photonics (SPIE), de la que es miembro de la junta directiva desde 2001, la Federación de Sociedades Europeas de Óptica, de la European Optical Society, del Institute of Physics (IOP), o la International Commission for Optics, “ICO Galileo Galilei Award”, o del ICO Nominating Committee (2003-2005).
A lo largo de su carrera ha manifestado su interés y compromiso en la promoción del papel de las mujeres en la ciencia. Es socia de la Asociación de Mujeres Investigadoras y Tecnólogas (AMIT) y participa activamente en las actividades del nodo catalán de ésta asociación (AMIT-cat). Este trabajo en favor de los derechos de las mujeres ha sido reconocido  y premiado en 2011, año en el que recibió el premio UAB.
Es una de las mujeres cuya biografía se incluye en el libro "Aragonesas con voz propia" de Rocío Domene Benito, publicado en 2019. En su honor The International Society for Optics and Photonics (SPIE) entrega el Premio M. Josefa Yzuel Educator Award, en reconocimiento a contribuciones excepcionales en el campo de la educación en óptica.

## Premios y reconocimientos
Ha recibido los siguientes premios
- Orden de Alfonso X el Sabio (2013)
- Premio de Física de la Real Sociedad Española de Física - Fundación BBVA (2014)  por una “trayectoria científica y académica que ha impulsado notablemente el campo de la Óptica a nivel nacional, además de estar presente de forma destacada en foros internacionales”[22]
- Premio Radio Huesca (2019)[23]
- Premio Julio Peláez (2020) a mujeres pioneras de la Física, la Química y las Matemáticas.[24]